# Fansub

Przykładowe hiszpańskojęzyczne fansuby

Fansub (z ang. fan + subtitles – napisy na filmie obcojęzycznym) – fanowskie tłumaczenie filmu z obcego języka. Termin może odnosić się zarówno do samych napisów, jak i kopii filmu z takimi napisami.
Termin powstał i jest używany głównie wśród fanów anime. Zjawisko ma swoje początki w Stanach Zjednoczonych, gdzie w latach 80. XX wieku rosła w środowisku studenckim popularność japońskich filmów animowanych, których dostępność była bardzo mała. Na początku lat 90. artykuły w magazynach zorientowanych na fanów mogłyby odnosić się do „wczesnych dni” subowania przez fanów i jego początku „kilka lat temu”. Z początku zajmowały się tym wyłącznie osoby mający bardzo dobrą znajomość języka, często obok tłumaczenia samych dialogów dodawano dużą liczbę przypisów, mających pomóc widzom w zrozumieniu filmu. Filmy były przegrywane z oryginalnych, sprowadzanych z Japonii nośników na kasetę VHS przy użyciu genlocka, pozwalającego na dodanie napisów. Fansuby były rozprowadzane głównie drogą pocztową, w formie wymiany między fanami. Handlowanie nimi było potępiane przez środowisko fanowskie. 
Wraz z nadejściem DivX nastała epoka digisubów. Technologia pozwala na zapisywanie obrazu o bardzo wysokiej jakości przy stosunkowo niewielkiej objętości, pozwalającej na rozpowszechnianie przez Internet. Obecnie powstaje coraz więcej grup fansuberskich. Wzrasta liczba wydawanych anime na DVD. Zrodził się więc konflikt między środowiskiem fanowskim a wydawcami wokół kwestii do jakiego stopnia legalne są te tłumaczenia. Było kilka przypadków, kiedy grupy fansuberskie zostały poproszone o zaprzestanie tłumaczenia. Tłumaczeniem i internetową dystrybucją anime zajmują się specjalne grupy, udostępniające filmy i seriale na zasadzie od fanów dla fanów, nie na sprzedaż.
Fansuby cieszą się często większym uznaniem fanów aniżeli oficjalne przekłady. Fani bardzo angażują się w tłumaczenie, przekładając nie tylko dialogi, ale i piosenki. Jakość tłumaczeń grup fanowskich jest bardzo zróżnicowana. Fansuby powstają nie tylko do anime, ale również do filmów i seriali aktorskich, szczególnie tych, które nie wyszły jeszcze na DVD z polskim lektorem albo dubbingiem.

## Praca nad fansubami
Istnieje co najmniej pięć konkretnych ról lub zadań, które byłyby wykonywane przez grupę fansubową. Role te obejmowałyby osoby odpowiedzialne za pozyskanie i dostarczenie oryginalnych nieprzetłumaczonych materiałów źródłowych, tłumaczy, osób osadzających suby w czasie (w której minucie i sekundzie pojawiły się w filmie), zecerów, redaktorów i koderów (osoby, która opracowuje i wstawia anime do internetu).

## Rodzaje fansubów
Wyróżnia się:
- softsub – napisy w formacie *.txt, *.srt, *.ass lub innym, czyli w osobnym pliku z tekstem lub we własnym strumieniu tekstowym w plikach *.mkv i *.ogm.
- hardsub – napisy na stałe wdrożone w film.